# ثيودور إف. مورس
ثيودور إف. مورس (بالإنجليزية: Theodore F. Morse)‏ هو كاتب أغاني أمريكي، ولد في 13 أبريل 1873 في واشنطن العاصمة في الولايات المتحدة، وتوفي في 25 مايو 1924 في نيويورك في الولايات المتحدة.

## وصلات خارجية
- ثيودور إف. مورس على موقع IMDb (الإنجليزية)
- ثيودور إف. مورس على موقع ميوزك برينز (الإنجليزية)
- ثيودور إف. مورس على موقع قاعدة بيانات برودواي على الإنترنت (الإنجليزية)
- ثيودور إف. مورس على موقع ديسكوغز (الإنجليزية)